# Splitter Critters
Splitter Critters — видеоигра-головоломка, разработанная независимой канадской студией RAC7. Выход игры состоялся на мобильные устройства iOS и Android, персональные компьютеры Microdoft Windows, Linux и macOS и портативное устройство Nintendo Switch. Игрок должен менять окружающее пространство, чтобы помочь пришельцам добраться до их летающей тарелки.

## Игровой процесс
Игры представляет собой приключенческую головоломку, где игрок наблюдает за одним или несколькими пришельцами. Они бесцельно перемещаются по платформе, без возможности добраться до своего летающего корабля. Сами пришельцы могут отличаться по форме и цвету и демонстрируют некоторые различия в поведении. Цель игрока — помочь пришельцам добраться до своего корабля, если один из них погибает, то уровень перезапускается. Игрок может «разрезать» окружающее пространство на две части, представленное в виде плоской карты с точки зрения игрока и затем перетаскивать разделённую область. Чтобы «разрезать» экран, игрок должен провести по нему пальцем и затем перемещать. Как только игрок отпустит палец, перемещение будет больше не доступно и игрок сможет либо отменить ход, или же снова разрезать экран.
Перемещая части пространства, вместе с ними игрок перемещает и фрагменты платформ, объединяя их с другими платформами и таким образом шаг за шагом позволяя пришельцам добраться до их корабля. Игрок ограничен тремя ходами, но может их отменить. По мере прохождения, в игру вводятся новые элементы игровой механики, усложняющие прохождение. Например нестабильные платформы, качающиеся под весом пришельца, или же монстры, которые могут съесть пришельца при столкновении. Другие опасности включают в себя например огненные ямы или смертельные лазеры.
Игра всего насчитывает более 40 уровней с некоторыми бонусными уровнями. Все они поделены условно на пять миров, каждый из которых предлагает свои элементы игровой механики. Уровень сложности в последнем мире значительно возрастает. Первые уровни представляют из себя лесные массивы в более поздних требуется манипулировать участками воды, чтобы позволить там укрыться пришельцам, лава также может сыграть важную или разрушительную цель на пути к свободе. В игре также встроена поддержка дополненной реальности вместе с выходом iOS 11.

## Разработка и выпуск
Разработкой игры занимались независимая студия RAC7 Ванкувера, раннее создавшая игру Dark Echo 2015 года выпуска. Команда состоит из двух человек — программиста Джесси Рингрозона и художника Джейсона Эннисона, они сформировали студию ещё в 2014 году. До этого они занимались дизайном сторонних игр. Создатели заметили, что работали практически без инвестиций, «дома, в кафе и публичной библиотеке Ванкувера — везде, где есть электричество и интернет». Сама игра была разработана на компьютере MacBook Pro 2015 года, в качестве тестовых устройств использовались старые телефоны разработчиков.
Разработчики, принимаясь за свой проект понимали также на какие риски они шли, заметив, что в App Store выходит каждый день сотни игр и чаще всего они «теряются в толпе», поэтому разработчики решили сделать ставку на инновационный и оригинальный игровой процесс. «Многие мобильные игры кажутся очень похожими и с таким количеством игр, выходящих каждый день, наш единственный шанс был сделать что-то кардинально другое». Так, игра создавалась из идеи «перестраивать окружающую среду, как если бы это были кусочки бумаги, чтобы направлять разноцветных и безмозглых инопланетян через различные опасности к их космическому кораблю». Разработка игры началась в 2016 году, прототип игры был создан всего за 72 часа, после чего в течение следующих нескольких месяцев разработчики работали над косметическими улучшениями игры, а также заставляли около сотни людей протестировать её, чтобы убедиться в том, что их конечный продукт будет доступен для самой широкой игровой аудитории. Чтобы также избежать риска «потери в толпе», RAC7 добились от Apple определённой поддержки во время разработки и при выпуске Splitter Critters. В частности представители Apple предложили разработчикам добавить функцию дополненной реальности ARKit. Хотя помощь со стороны Apple может показаться несправедливой, RAC7 заметили, что технический гигант готов помогать инди-разработчикам, если видит в их играх потенциал.
Впервые игра была представлена на международном фестивале PAX West. При этом прогнозы относительно её успеха были самыми разными. Кто-то предположил, что игра обречена на провал, другие же были уверены в том, что она будет удостоена премии. Splitter Critters была удостоена премии Apple Design Awards, как лучшая игра 2017 года на iOS.

## Восприятие
| Сводный рейтинг    | Сводный рейтинг |
| Агрегатор          | Оценка          |
| ------------------ | --------------- |
| Metacritic         | iOS: 85/100     |
| Иноязычные издания |                 |
| Издание            | Оценка          |
| TouchArcade        | [ 9 ]           |
| Gamezebo           | [ 7 ]           |
| Pocket Gamer UK    | [ 8 ]           |
| 148Apps            | [ 14 ]          |
| AppAdvice          | 80 %            |

Игра получила в основном положительные оценки со стороны игровых критиков, средняя оценка игры составила 85 баллов из 100 возможных по версии агрегатора Metacritic. Часть критиков увидела в игре сходство с Lemmings 1991 года выпуска.
Критик сайта TouchArcade назвал Splitter Critters очаровательной и остроумной и весёлой головоломкой, подходящей для широкой группы игроков. Представленная игровая механика проста в использовании и ощущается, как волшебство, но к ней быстро привыкаешь. Хотя на данной механике и держится вся игра, она достаточно гибкая, чтобы сохранять интерес игрока, предлагая множество способов решения конкретной проблемы и одаривая игрока чувством личной ответственности. Критик заметил, что в целом представленные головоломки имеют достаточно щадящими, однако последний уровень потребует от игрока в полной мере использование навыка искажения пространства.
Представитель сайта GameZebo заметил, что Splitter Critters, как головоломке удаётся в полной мере извлекать преимущество сенсорного экрана на фоне нехватки игр подобного жанра в App Store. Критик также считает, что игру украшает её простой и образный дизайн, предлагающий с одной стороны достаточно простое и очевидное управление, с другой стороны требующее от игрока сообразительности. Критик отдельно оценил возможность отмены действий, которое тем не менее не отменяет прогресса в игре. Поняв это, игрок сможет гораздо лучше контролировать ситуацию, чем раннее думал.
Рецензент сайта Pocket Gamet назвал Splitter Critters умной головоломкой, которая будет держать игрока в напряжении и даже время от времени вызывать раздражение. Сам игровой процесс по большей части работает, что время от времени становится неудобным, однако это не портит общее впечатление от игры. Уровни проработаны достаточно хорошо, чтобы их можно было назвать сложными и они никогда не разочаруют игрока. Критик однако счёл факт возможности отмены своего действия раздражающим. В целом критик подытожил, что Splitter Critters — не лучший представитель своего жанра но стоящий того, чтобы его попробовать.
В качестве основного недостатка критики указали на короткую продолжительность игры и выразили надежду увидеть в ней больше уровней.